# Îles SSS
 (octobre 2016).
Si vous disposez d'ouvrages ou d'articles de référence ou si vous connaissez des sites web de qualité traitant du thème abordé ici, merci de compléter l'article en donnant les références utiles à sa vérifiabilité et en les liant à la section « Notes et références ».
L'appellation îles SSS ou parfois îles 3S est un sigle qui désigne les trois territoires insulaires dans les petites Antilles qui sont sous souveraineté néerlandaise :
1. Saba ;
2. Saint-Eustache ;
3. Saint-Martin.

## Localisation

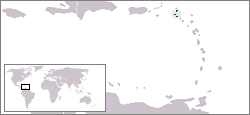
Emplacement des îles SSS dans les Caraïbes, de bas en haut, Saint-Martin, Saba et Saint-Eustache.

Saint-Martin est un pays constitutif du royaume des Pays-Bas et est constitué de la moitié sud de l’île de Saint-Martin (la moitié nord est la collectivité de Saint-Martin française). Les îles de Saba et Saint-Eustache sont des organismes publics des Pays-Bas.
L’acronyme est analogue aux îles ABC, composées d’Aruba, de Bonaire et de Curaçao, et aux îles BES, composées de Bonaire, Saint-Eustache et Saba, qui sont tous deux également partie du royaume des Pays-Bas. Tous les six territoires insulaires étaient autrefois une partie des Antilles néerlandaises.

## Histoire
Saint-Martin est partagé entre les Pays-Bas et la France en 1648. La partie hollandaise est devenue une colonie hollandaise en 1818 en tant que Saint-Eustache et dépendances lorsque la France a remis ses biens après les guerres napoléoniennes. Cette colonie a été fusionnée en 1828 avec les colonies Curaçao et dépendances (les îles ABC) et le Suriname avec comme capitale Paramaribo. Lorsque cette fusion a été en partie annulée en 1845, la partie néerlandaise des îles SSS est devenue une partie de Curaçao et dépendances avec Willemstad comme capitale. Cette colonie est devenue les Antilles néerlandaises en 1952. La partie néerlandaise des îles SSS formait initialement  la « région de l’île » (en néerlandais : eilandgebied, la principale division administrative des Antilles néerlandaises, régie par un conseil de l'île) des îles du Vent (en néerlandais : de Bovenwindse eilanden) jusqu’en 1983.